# 大田区立馬込中学校
大田区立馬込中学校（おおたくりつ まごめちゅうがっこう）は、東京都大田区西馬込二丁目にある区立中学校。

## 交通
- 都営地下鉄浅草線西馬込駅徒歩8分
- 東急バス馬込中学校前

## 沿革
- 1947年3月31日 - 東京都大田区立大森第五中学校として設立。
- 1947年5月3日 - 開校。（馬込小に併設、馬込二小に分校）
- 1947年10月10日 - 校章制定。
- 1948年11月2日 - 現在地に第1期校舎8教室竣工。
- 1950年3月20日 - 校歌発表会。
- 1950年9月1日 - 東京都大田区立馬込中学校に改称。
- 1956年10月1日 - 近隣に大田区立馬込東中学校が開校。馬込中学校から当時の1年および2年の各5学級、計520名の生徒が分離。（馬込東中学校ホームページの学校要覧 - ウェイバックマシン（2002年10月3日アーカイブ分）より）
- 1961年4月1日 - 近隣に大田区立貝塚中学校が開校。馬込中学校の通学区域が一部移される。（貝塚中学校ホームページの沿革より）
- 1963年8月15日 - 鉄筋校舎竣工。

## 周辺
坂の下にある大田区立大森第十中学校とは50mほどしか離れていない。